# 塔那站
塔那站（英語：Thane，原名Thana，车站代码TNA）是一个位于印度马哈拉施特拉邦塔那的铁路车站，为印度铁路中部铁路区下辖的A1类主要铁路车站。该站是印度最繁忙的铁路车站之一，截至2013年，车站日客流量超过26万人次。
该站为孟买市郊铁路中央线的快车、慢车中途站和跨海港线终点站，同时也有豪拉-那格浦尔-孟买线、孟买-金奈线和康坎铁路的长途旅客列车停靠。
塔那站是大印度半岛铁路（GIPR）早期的终点站，1853年4月16日，印度首班旅客列车从博里邦德站开往塔那站。

## 结构
车站设有10个站台，其中北侧的1号至6号站台为中央线慢车及快车站台，7、8号站台为长途列车站台，南侧的9、10号站台为跨海港线站台。

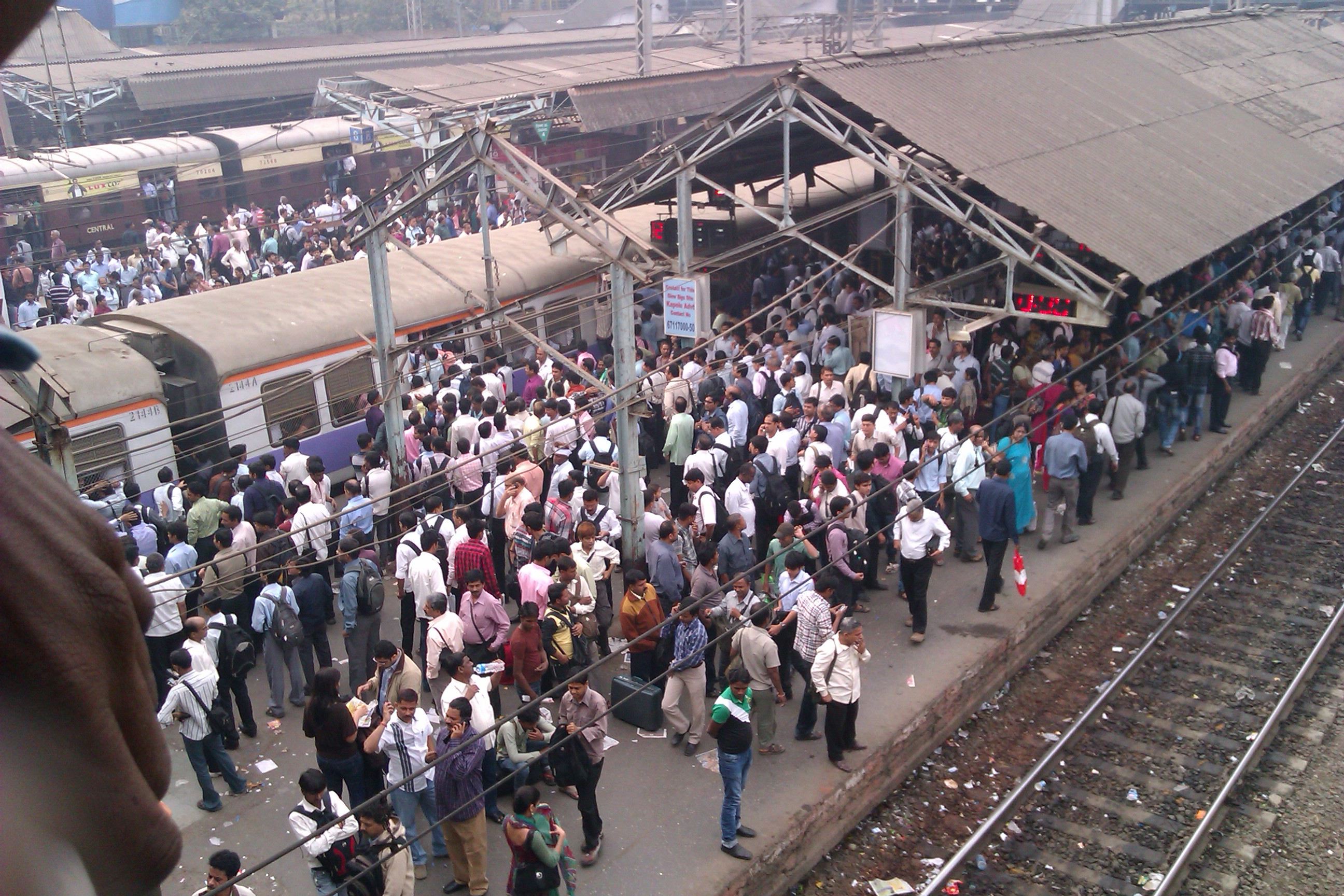
5、6号站台
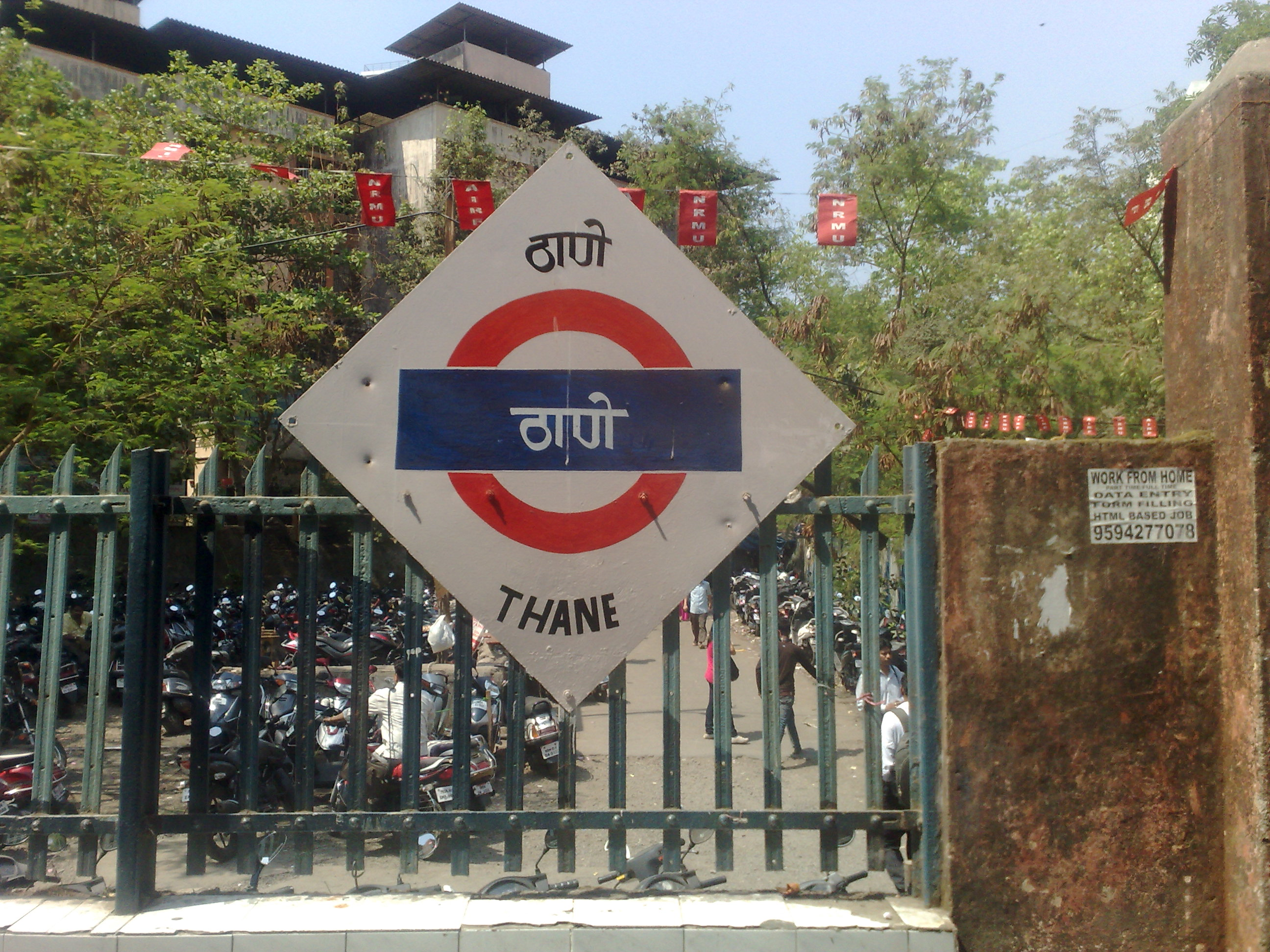
站名板

| 北                                                                              |                              |
| 北侧出入口、售票处、停车场、公交车站、出租车站                                  |                              |
| 1号站台（中央线慢车上行站台，港湾式站台）                                       |                              |
| ←中央线慢车轨道（往孟买CST）                                                    |                              |
| 2号站台（中央线慢车下行站台，岛式站台）                                         |                              |
| 中央线慢车下行轨道（往卡良交汇站）→                                             |                              |
| 中央线慢车轨道                                                                  |                              |
| 3号站台（中央线慢车站台，岛式站台） 4号站台（中央线慢车上行站台，岛式站台）     |                              |
| ←中央线慢车上行轨道（往孟买CST）                                                |                              |
| 中央线快车下行轨道（往卡良交汇站）→                                             |                              |
| 5号站台（中央线快车下行站台，岛式站台） 6号站台（中央线快车上行站台，岛式站台） |                              |
| ←中央线快车上行轨道（往孟买CST）                                                |                              |
| 长途列车下行轨道（往卡良交汇站）→                                               |                              |
| 7号站台（长途列车下行站台，岛式站台） 8号站台（长途列车上行站台，岛式站台）     |                              |
| ←长途列车上行轨道（往孟买LTT）                                                  |                              |
| 跨海港线到发线（往瓦西站/内卢站/潘维尔站）→                                     |                              |
| 9号站台（海港线站台，岛式站台） 10号站台（海港线站台，岛式站台）                |                              |
| 跨海港线到发线（往瓦西站/内卢站/潘维尔站）→                                     |                              |
| 10A号站台（海港线站台，侧式站台）                                               |                              |
| 南                                                                              | 南侧出入口、售票处、公交车站 |

- 5、6号站台
- 站名板

## 链接
- indiarailinfo - 塔那站 （页面存档备份，存于）